# Венелин Венев
Венелин Любомиров Венев е български офицер, бригаден генерал, от 12 юли 2021 г. е директор на служба „Военна информация“.

## Биография
Роден е на 25 септември 1973 г. в Кюстендил. Завършва войсково разузнаване във Висшето военно училище „Васил Левски“ през 1998 г. със специалност бакалавър „офицер от разузнаването“ c квалификация „военен преводач“. По-късно учи във Военната академия в София, където завършва и стратегически курс. От 2001 до 2016 г. последователно е експерт, началник на сектор, началник на отдел и директор на дирекция в Служба „Военна информация“. Между 2005 и 2008 г. е офицер за връзка между местната власт и ООН, командир на разузнавателна група в мисията на НАТО в Афганистан. В периода 2009 – 2012 г. е военен и военновъздушен аташе на България в Австрия, като отговаря и за Унгария, Чехия, Словакия и Словения. От 15 юли 2017 г. е полковник, а от 12 юли 2021 г. е бригаден генерал. На 12 юли 2021 г. е назначен за директор на Служба „Военна информация“.

## Военни звания
- Лейтенант (1998)
- Полковник (15 юли 2017)
- Бригаден генерал (12 юли 2021)